# Социальная адаптация

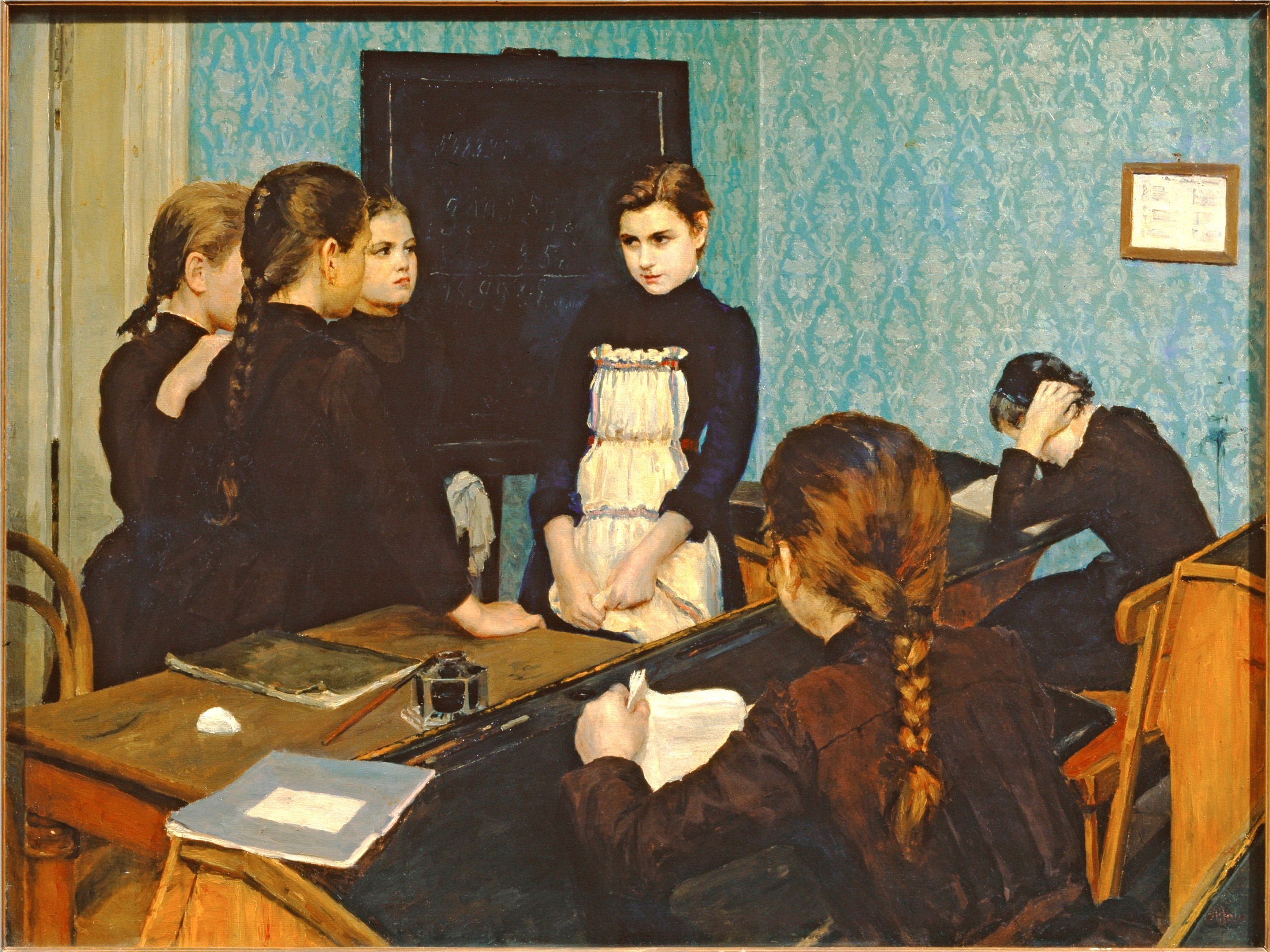
Эмилия Яковлевна Шанкс «Новенькая в школе», (1892) — Государственная Третьяковская галерея.

Социа́льная адапта́ция — процесс активного приспособления индивида к условиям социальной среды; вид взаимодействия личности с социальной средой.
Адаптация происходит на трёх уровнях: физиологическом, психологическом и социальном. На физиологическом уровне адаптация означает способность организма человека поддерживать свои параметры в пределах, необходимых для нормальной жизнедеятельности при изменении внешних условий (гомеостаз). На психологическом уровне адаптация обеспечивает нормальную работу всех психических структур при воздействии внешних психологических факторов (принятие взвешенных решений, прогнозирование развития событий и др.).
Социальная адаптация обеспечивает приспособление человека к сложившейся социальной среде за счёт умения анализировать текущие социальные ситуации, осознания своих возможностей в сложившейся социальной обстановке, умения удерживать своё поведение в соответствии с главными целями деятельности.
Выделяют две особые формы социальной адаптации:
- девиантную (приспособление к сложившимся социальным условиям с нарушением принятых в обществе ценностей и норм поведения);
- патологическую (приспособление к социальной среде за счёт использования патологических форм поведения, вызванных функциональными расстройствами психики).